# Sprekelia howardii
Sprekelia howardii är en amaryllisväxtart som beskrevs av Lehmiller. Sprekelia howardii ingår i släktet Sprekelia och familjen amaryllisväxter. Inga underarter finns listade i Catalogue of Life.